# 松峯駅
松峯駅（まつみねえき）は、かつて秋田県大館市松峰字西松峰にあった同和鉱業花岡線の駅（廃駅）である。
なお、1978年（昭和53年）発行の片道乗車券には松峰と松峯が同時に印刷されている。

## 歴史
- 1973年（昭和48年）11月1日：開業[2]。
- 1985年（昭和60年）4月1日：花岡線の路線廃止に伴い廃駅[2]。

## 駅構造
単式ホーム1面1線の地上駅であった。また、当駅より近場にあった選鉱場への引き込み線があった。

## 駅周辺
当駅は松峰集落の入口付近にあった。
- 秋田県道192号釈迦内花岡白沢線
- 秋田県立大館工業高等学校
- 下内川（長木川支流）

### 跡地周辺
- エコシステム花岡 - DOWAホールディングス傘下企業[4]。

## 隣の駅
同和鉱業
花岡線
大館駅 - 松峯駅 - 花岡駅